# Frankopanski grad
Frankopanski grad Krk (hrvaško Frankopanski Kaštel) je grad na jugozahodni obali otoka Krk, v starodavnem mestu Krk, ki je eno najstarejših mest na Jadranu, in na Hrvaškem.

## Zgodovina
Frankopanski grad na Kamplinu je skozi več stoletij in več generacij zgradila hrvaška plemiška družina Frankopanov. Po smrti prvega Krškega grofa (kneza) Dujma Krškega, so njegovi sinovi še vedno gospodarili nad otokom in mestom Krk. Pustili so prve arhitekturne sledi v mestu Krk. Najstarejši del utrdbe je kvadratni stolp s škofijo, v katerem je bila Frankopanska sodna dvorana. Napis na luneti nad vhodom potrjuje, da je bila stavba zgrajena leta 1191, v času škofa Janeza in grofov Vida I. in Bartola I. (Dujmova sinova), s pomočjo celotne mestne skupnosti.
Okrogel stolp na severnem vogalu gradu s prečno razširjenim spodnjim delom je bil zgrajen po trgu, verjetno v 13. stoletju. Obnovljen je bil okoli leta 1480 in spet okoli leta 1600. Na stolpu je vzidan napis Aureae Venetorum libertati z levi sv. Marka, ki je iz leta 1500. Ta valjasti stolp ima dve nadstropji in podstrešje. V pritličju so bila nekoč dvojna vrata, ena so bila odprta v Kamplin, druga pa v notranjost gradu. Na vzhodnem delu gradu s pogledom na morje še vedno stoji kvadratni stolp, na zahodnem delu gradu pa je bila stražnica za stražo. Znotraj kompleksa je bil prostor za vojake. Kdaj natančno, ni znano, vendar je bil celoten kompleks dokončan pred letom 1348.